# 江慶恩
江慶恩（英語：Alexander King Ong KONG)（1970年—），是新加坡金融科技企業家，CURRENC Group, Inc.執行主席。

## 簡歷

### 早年生活
江慶恩於1970年出生，能說馬來西亞粵語，1993年美國夏威夷大學 （University of Hawaii）旅遊管理及發展學士畢業，畢業後打理父親江健民的酒店生意。
江慶恩有多個關於出生地的說法，所有出生地的說法均內來自江慶恩：
- 根據2015年5月香港《信報》的訪問資料，江慶恩是能說流利廣東話的馬來西亞人，大學畢業後才來港發展[3]；

- 根據2015年11月香港《經濟日報》的訪問資料，江慶恩是香港出世的馬來西亞人，曾到美國讀書主修旅遊管理[4]；

- 根據2015年12月香港《資本雜誌》第133期出版的訪問資料，江慶恩是於香港出世及成長的馬來西亞藉華人[5]；

- 根據2016年9月香港《文滙報》的訪問資料，江慶恩是在香港出世、馬來西亞籍[6]；

- 根據江慶恩的社交媒體臉書帳號，江慶恩是於馬來西亞砂拉越美里市出生及成長[來源請求]。

### 創業
1996年創辦亞太區首間具電商及支付系統服務的公司Asia Travel Mart，以及其網上訂購酒店、機票網站AsiaTravelMart.com，並設有亞洲首個電子商務及支付系統，提供逾1300間酒店及航空公司機票的訂購服務，獲得投資銀行美林證券注資，準備2000年在美國納斯達克（NASDAQ）上市，可是碰上科網泡沫和911事件，上市計劃擱置。
江慶恩其後再創辦公司AFOOFA，為酒店、航空公司及郵輪等建立電腦航空訂位系統（Computer Reservation System，CRS）；但正準備在馬來西亞股票交易所上市前夕，因為股東爭拗，他被迫黯然退出。

### 來港發展
2006年來港發展，輾轉加盟信德集團（港交所：0242），出任顧問及旅遊部董事。
江慶恩遂收購一家旅遊公司；因2008年雷曼兄弟迷你債券事件，公司經營不善，2009年被長江實業旗下的尚乘風險管理有限公司AMTD Risk Management申請破產令。

### 東山再起
2009年，分別有兩次個人破產紀錄(一次是在馬來西亞，另一次是在香港)的江慶恩，因當時他看到蘋果公司的iPhone剛剛面世不久，專為桌面電腦而設的很多網頁已不合時宜，故借用名下一家空殼公司SINO Dynamic創辦手機應用程式開發公司。
2012年7月，江慶恩還清債務，破產令解除。
2015年，江慶恩創辦TNG 金融科技集團，服務對象是全球的無銀行戶口群體。

2016年，江慶恩創辦「全球電子錢包聯盟」，覆蓋香港及12個亞洲國家，包括中國、菲律賓、印尼、新加坡、馬來西亞、泰國、越南、印度、斯里蘭卡、孟加拉國、尼泊爾及巴基斯坦。
2017年9月11日，江慶恩宣稱完成A輪融資，集資約1.15億美元，打破香港初創企業A輪融資的紀錄。據此計算，江慶恩創辦的TNG電子錢包公司最新估值達5.65億美元(約44.09億港元)。
2018年10月，江慶恩從馬來西亞政府關聯私募股權基金，收購馬來西亞金融科技公司Tranglo的60%股權。收購完成後，江慶恩和TNG行政總裁黃永智均以TNG代表的身份，加入Tranglo董事會。而在收購過程中，江慶恩向馬來西亞國家銀行承諾，TNG在2019年2月1日前收購Tranglo少數股權。
2019年，江慶恩創辦華爾街創新工場有限公司(Wall Street Factory Limited)，為企業提供註冊、開立銀行戶口、融資以至資本市場諮詢服務。
2019年4月8日，江慶恩以TNG金融科技集團代表的身份加入馬來西亞金融科技公司Tranglo私人有限公司董事會，馬來西亞金融科技公司Tranglo 有少數股東對TNG Fintech Group Inc（TNG金融科技集團）提出法律訴訟，認為TNG電子錢包嚴重阻礙Tranglo的業務營運，包括TNG電子錢包拒絕Tranglo已批准的融資計劃，同時延遲與新的銀行合作夥伴簽約。訴訟人指，江慶恩拒絕向股東派發股息，TNG亦試圖安排江慶恩妹妹作為Tranglo所有銀行賬戶的必要簽署人。此外，TNG拒絕了少數股東六次要求簽署股東協議的請求。
其中一名訴訟人Impiro Asia稱，TNG除了阻礙業務運作外，收購公司少數股權的磋商亦欠缺誠意，TNG擬議的付款方式取決於TNG在美國IPO，但江慶恩聲稱並沒有發生。TNG金融科技集團代表江慶恩向馬來西亞國家銀行承認，1.15億美元的A輪融資從未兌現。由於無法與TNG維持長期的合作關係，少數股東正尋求派發股息，並要求Tranglo清盤。
2020年3月18日，江慶恩創辦的TNG電子錢包在未有通知用戶的情況下更新了合約條款，當中指出對於不動戶口﹝即在指定時間內未有進行任何款項進支的帳戶﹞收取費用，引發大批用戶投訴，最終承諾退還有關款項。
2020年5月18日，據《蘋果日報》報導，TNG付創辦人兼行政總裁江慶恩，被指鼓勵公司員工利用滙豐Red信用卡回贈「增值」，藉此以增大交易額，並引起香港金管局關注。
2021年1月12日，據《蘋果日報》報導，TNG在2020年底在客戶不知情下代其申請Mastercard預付卡。
2022年，江慶恩透過TNG電子錢包在香港運營中所積累的知識和經驗，在新加坡創辦Seamless Group Inc，為柬埔寨、寮國、緬甸、越南、泰國、馬來西亞等地提供無銀行戶口服務。

## 獎項
- 2002年度馬來西亞安永企業家獎、2002年度PIKOM企業家獎（页面存档备份，存于）
- 香港創新領軍人物2019
- CEO of the Year 2016 (Capital CEO Magazine)
- 香港創新領軍人物大獎 2018
- ET Net FinTech Awards 2017 - Outstanding Digital Wallet
- The UK's Department for International Trade (DIT) Hong Kong FinTech Awards 2017 - Runner-Up
- 2017年度德勤香港明日之星
- 2017年度德勤中國明日之星
- 2016年度互聯網金融大獎金獎 (新興互聯網金融企業)
- 2016年度Finnovasia 冠軍
- 2016年度香港傑出企業 (香港文匯報)[22]

## 外部連結
- 江慶恩的Facebook專頁
- 江慶恩的領英專頁（页面存档备份，存于）
- HK01有關江慶恩的專題報導 （页面存档备份，存于）